# Steve Khan
Steve Khan (Los Angeles, 28 aprile 1947) è un chitarrista statunitense di jazz.

## Biografia
È conosciuto per aver suonato con artisti come Steely Dan, Billy Joel, Michael Franks, Hubert Laws, Billy Cobham, Jack DeJohnette, James Brown, Maynard Ferguson e Weather Report. Nel 1977, è in tour con CBS Jazz All Stars in Giappone, e alla guida di una band chiamata Eyewitness insieme a Steve Jordan, Anthony Jackson e Manolo Badrena. 
Khan è autore di cinque libri sulla musica jazz: Pentatonic Khancepts, Contemporary Chord Khancepts, The Wes Montgomery Guitar Folio, Pat Martino - The Early Years, e Guitar Workshop Series. Il suo album "Borrowed Time" è stato nominato per il 50th Grammy Awards 2007 nella categoria Best Latin Jazz Album (vocale o strumentale).
È figlio del paroliere e musicista Sammy Cahn.

## Discografia selezionata
- Sometime Other Than Now (1976), Flying Dutchman
- Two For the Road (1977), Novus
- Tightrope (1977), Columbia
- Alivemutherforya (1978), Columbia
- The Blue Man (1978), Columbia
- Arrows (1979), Columbia
- The Best of Steve Khan (1980), Columbia
- Evidence (1980), Arista/Novus - solo acoustic guitar
- Eyewitness (1981), Trio Records
- Modern times (1982), Trio Records
- Casa Loco (1983), Antilles/Polydor
- Local Color (1987), Denon Records - duetto con Rob Mounsey
- Helping Hand (1987), Polydor
- Public Access (1989), GRP Records
- Let's Call This (1991), Bluemoon
- Headline (1992), Bluemoon
- The Collection (1994), Columbia
- The Crossings (1994), Verve/Forecast
- Got My Mental (1996), Evidence
- You Are Here (1997), Siam Records
- New Horizons (2000), Caribbean Jazz Project, Concord Picante
- Paraiso (2001), Caribbean Jazz Project, Concord Picante
- The Green Field, (2005), Tone Center Records
- Borrowed Time, (2007), Tone Center Records
- The Suitcase, (2007), ESC Records
- Parting Shot, (2011), ESC Records